# Agrotis photophila
Agrotis photophila là một loài nhậy thuộc họ Noctuidae. Loài này đã tuyệt chủng. Nó là loài đặc hữu của đảo Oahu, Hawaii, Hoa Kỳ.